# Wysoczyzna Miednicka
Wysoczyzna Miednicka (lit. Medininkų aukštuma; znana również jako Wyżyna Oszmiańska) – wyżyna położona na pograniczu Litwy i Białorusi. Jest to stosunkowo duże wzniesienie Wału Oszmiańskiego. Pasmowy układ powoduje że jest on wyraźnym działem wodnym pomiędzy dorzeczem Willi a dorzeczami północnych dopływów górnego Niemna. Przeważa krajobraz wyżynny moreny dennej. Najwyższym wzniesieniem jest Góra Auksztocka (293,84 m n.p.m.).